# Mancherial
Mancherial är en stad i den indiska delstaten Telangana, och tillhör distriktet Adilabad. Folkmängden uppgick till 86 911 invånare vid folkräkningen 2011, med förorter 163 552 invånare.